# Prouvy
Prouvy és un municipi francès, situat a la regió dels Alts de França, al departament del Nord. L'any 2006 tenia 2.363 habitants. Limita al nord amb Hérin, al nord-est amb La Sentinelle, a l'est amb Trith-Saint-Léger, al sud-est amb Maing, al sud amb Thiant, al sud-oest amb Haulchin i a l'oest amb Rouvignies.

## Demografia
| Evolució de la població Cassini i INSEE |      |      |      |      |      |      |      |      |
| 1793                                    | 1800 | 1806 | 1821 | 1831 | 1836 | 1841 | 1846 | 1851 |
| -                                       | 551  | 466  | 616  | 689  | 677  | 662  | 682  | 760  |

| 1856 | 1861 | 1866 | 1872 | 1876 | 1881 | 1886 | 1891 | 1896  |
| ---- | ---- | ---- | ---- | ---- | ---- | ---- | ---- | ----- |
| 805  | 801  | 815  | 729  | 771  | 901  | 839  | 903  | 1 105 |

| 1901  | 1906  | 1911  | 1921  | 1926  | 1931  | 1936  | 1946  | 1954  |
| ----- | ----- | ----- | ----- | ----- | ----- | ----- | ----- | ----- |
| 1 167 | 1 177 | 1 237 | 1 119 | 1 262 | 1 350 | 1 466 | 1 303 | 1 817 |

| 1962  | 1968  | 1975  | 1982  | 1990  | 1999  | 2006 | 2011 | 2016 |
| ----- | ----- | ----- | ----- | ----- | ----- | ---- | ---- | ---- |
| 1 976 | 2 235 | 2 168 | 2 133 | 2 474 | 2 375 | -    | -    | -    |

| 2019 | - | - | - | - | - | - | - | - |
| ---- | - | - | - | - | - | - | - | - |
| -    | - | - | - | - | - | - | - | - |

## Administració
| Període   | Identitat          | Partit |
| --------- | ------------------ | ------ |
| 1983-1995 | Maurice Vandeville | PCF    |
| 1995-2008 | Jean Claude Kikos  | UMP    |
| 2008-     | Isabelle Ledrôle   | PCF    |